# 오세득
오세득(1976년 8월 15일~)은 대한민국의 요리사이다.

## 학력
- 공항고등학교 졸업
- 강원관광대학교 졸업
- 미국 뉴욕 ICE 요리학교 졸업 (한국인 졸업생)

## 방송 출연작
- 2013년 올리브 《한식대첩》
- 2014년 올리브 《올리브쇼 2014》
- 2014년 KBS 《지구촌 한국의 맛 콘테스트 한COOK이 좋다》
- 2015년 올리브 《올리브쇼 셰프들의 레시피 게임》
- 2015년 MBC 《마이 리틀 텔레비전》
- 2015년 SBS 《셰프끼리》
- 2015년 EBS 《학교 요리왕》
- 2015년 JTBC 《냉장고를 부탁해》
- 2015년 KBS 《1 대 100》
- 2015년 SBS 《동상이몽, 괜찮아 괜찮아》
- 2016년 SBS 《셰프끼리 2》
- 2016년 MBC 《마담들의 은밀한 레시피》
- 2016년 JTBC 《국가대표》
- 2016년 SBS 《모닝와이드 - 아침을 먹읍시다!》
- 2016년 KBS 《노래싸움 - 승부》
- 2017년 MBC 《발칙한 동거》
- 2017년 JTBC 《꿈스타그램》
- 2018년 TVN 《수미네 반찬》
- 2018년 MBC 《미스터리 음악쇼 복면가왕》 - 북치기 박치기 개복치 (참가자)
- 2021년 LG헬로비전 《팔도밥상 플러스》
- 2024년 넷플릭스 《흑백요리사》